# Peter P. Mahoney
Peter Paul Mahoney (ur. 25 czerwca 1848 w Nowym Jorku, zm. 27 marca 1889 w Waszyngtonie) – amerykański polityk, członek Partii Demokratycznej.

## Działalność polityczna
W okresie od 4 marca 1885 do 3 marca 1889 przez dwie kadencje był przedstawicielem 4. okręgu wyborczego w stanie Nowy Jork w Izbie Reprezentantów Stanów Zjednoczonych.